# 폐활량계
폐활량계(spirometer)는 폐에서 흡기 및 호기되는 공기의 부피를 측정하는 장치이다. 폐활량계는 환기, 즉 폐 안팎으로의 공기 이동을 측정한다. 호흡곡선(spirogram, 폐용량곡선)은 폐쇄성과 제한성의 두 가지 유형의 비정상적인 환기 패턴을 식별한다. 다양한 측정 방법(압력 변환기, 초음파, 수위계)을 사용하는 다양한 유형의 폐활량계가 있다.

## 폐활량계의 종류

### 폐속도계
폐속도계(pneumotachometer)
이 폐활량계는 미세한 그물망(fine mesh) 전체의 압력 차이를 감지하여 가스의 유량을 측정한다. 이 폐활량계의 한 가지 장점은 피험자가 실험 중에 신선한 공기를 호흡할 수 있다는 것이다.

## 같이 보기
- 픽 원리
- 체적변동기록기